# Институт принцессы Ольденбургской
Институт принцессы Ольденбургской — закрытое женское учебное заведение Российской империи, входящее в ведомство учреждений императрицы Марии и состоящее при Петербургском учебном округе, существовавшее с 1841 по 1918 год в Санкт-Петербурге.

## Основная история
5 апреля 1841 года по инициативе принцессы Терезии Ольденбургской и принца Петра Ольденбургского было создано Женское училище принцессы Ольденбургской, основное предназначение которого было предназначено для обучения девушек из незажиточных семей всех свободных сословий. 22 марта 1841 года после утверждения программы института министерством народного просвещения, министр этого ведомства граф С. С. Уваров дал разрешение и лично присутствовал на его открытии. С 1841 года институт был принят в состав Петербургского учебного округа о чём попечитель этого округа М. А. Дондуков-Корсаков доложил принцу П. Г. Ольденбургскому: 

Имея честь получить почтеннейшее письмо Вашей светлости от 3-го сего апреля, считаю долгом довести до Вашего сведения, что я счастливым почитаю себя исполнить желание светлейшей принцессы супруги Вашей и с полной готовностью принимаю в ведение Петербургского учебного округа учреждаемое ее светлостью учебное заведение, поручая вместе с тем нынешнему ректору университета, действительному статскому советнику П. А. Плетневу постоянное наблюдение за учебной частью в этом училище...
В 1841 году для этого учебного заведения принцем Петром Ольденбургским был куплен участок с двухэтажным домом на углу Каменноостровского и Большого проспектов, построенного в 1838 году по проекту архитектора Л. Я. Тиблена, а в 1853 году к старому зданию пристроили четырёх этажный корпус, по проекту того же архитектора. С 1893 по 1896 год здание института и его пристроек было подвергнуто перестройке под руководством архитектора В. В. Шауба, в 1897 году под руководством архитектора Г. И. Люцедарского, а в 1905 году под руководством архитектора И. А. Претро. 16 января 1842 года была построена и освещена Церковь Воскресения Христова при институте на Каменноостровском проспекте 36. В 1895 году архитектором В. В. Шаубом церковь подверглась реконструкции. 24 января 1896 года перестроенная церковь была освещена епископом Назарием. С 1900 по 1914 год законоучителем института и настоятелем церкви являлся будущий митрополит Петроградский и Ладожский Артемий.
В первый год существования в училище насчитывалось тридцать пять воспитанниц.
Первоначальное обучение в училище составляло шесть лет в составе трёх классов с двухгодичным курсом в каждом. Инспектором по учебной части в училище был известный литератор П. А. Плетнёв, в последующем инспектором были Н. И. Миллер и А. М. Груздев, классной дамой в училище являлась А. Якоби, уроки танцев преподавал артист императорских театров В. Ф. Гельцер а уроки музыки Адольф Гензельт, с 1889 года уроки музыки вёл профессор Санкт-Петербургской консерватории Н. С. Лавров и с 1895 года инспектором музыки в институте был В. И. Главач.
С 1844 года выпускницы стали получать свидетельство по образцу других закрытых женских учебных заведений. С 1855 года по окончании училища выпускницам начал выдаваться диплом на звание домашней учительницы. С 1841 по 1860 год число воспитанниц возросло от тридцати пяти до двухсот человек. В учебной программе училища были включены такие предметы как русский язык и литература, арифметика, геометрия, естественная история, физика, иностранные языки, музыка, танцы, Закон Божий, рукоделие, ведение хозяйства и домоводство.  В 1879 году  по инициативе принцессы Александры Ольденбургской в курс обучения ввели краткий курс дидактики, педагогики, методики обучения и воспитания и алгебру. Помимо изучения основных предметов обучения изучалось оказание медицинской помощи и искусство печатания на машинке. С 1879 года в училище было поставлено общее восьмиклассное образование с годичным курсом в каждом и учебная программа по объему преподаваемых предметов приравнивалась к другим женским институтам.
В 1871 году после смерти принцессы Терезии Ольденбургской руководство институтом взял на себя принц Пётр Ольденбургский и принцесса Александры Ольденбургской, а с 1881 года после смерти Петра Ольденбургского попечителями института стали его дети — принц Александр Петрович Ольденбургский и принцесса Тереза Петровна Ольденбургская
В 1880 году Указом императора Александра II всем работникам 
Женского училища принцессы Терезии Ольденбургской были предоставлены права 
женской гимназии Министерства народного просвещения. В 1884 году в училище был открыт особый приготовительный класс, для подготовки детей при поступлении в первый класс. С 1885 года было получено разрешение о предоставлении институту права выдавать выпускницам училища серебряные и золотые медали. 6 апреля 1891 года в день пятидесятилетия училища, Указом императора Александра III оно было преобразовано в Институт принцессы Терезии Ольденбургской  и учебная программа начала составляться в соответствии с объемом учебных предметов в женских институтах.
С 1914 по 1917 год в период Первой мировой войны на территории института был размещён временный военный госпиталь. В 1917 году после Октябрьской революции Институт принцессы Терезии Ольденбургской был закрыт. В 1917 году актовый зал института использовался для заседаний Всероссийского крестьянского союза

## Попечители
- Терезия Ольденбургская
- Пётр Ольденбургский
- Александра Ольденбургская
- Александр Ольденбургский
- Тереза Ольденбургская[1]

## Известные преподаватели
- Плетнёв, Пётр Александрович[6]
- Гельцер, Василий Фёдорович[5]
- Артемий (Ильинский)[5]
- Якоби, Александра Николаевна[6]
- Гензельт, Адольф фон[6]
- Миллер, Николай Иванович[1]
- Груздев, Алексей Михайлович[1]